# Hotel de Bilderberg
El Hotel de Bilderberg es un hotel en Oosterbeek una localidad en los Países Bajos, donde el Grupo Bilderberg se reunió por primera vez en 1954. El hotel da nombre tanto al Grupo como a los que participan en sus actividades (Bilderbergers). Es propiedad y está operado por la cadena hotelera Bilderberg, que posee unos 20 hoteles en los Países Bajos.